# Buitenplaats Dennenburg
Buitenplaats Dennenburg is een landgoed aan de zuidkant van de bebouwde kom van Driebergen-Rijsenburg in de Nederlandse provincie Utrecht.
De buitenplaats Dennenburg aan het Kloosterlaantje ligt op de overgang naar het landelijk gebied. Het is met een zichtlijn verbonden met de op enige afstand gelegen Engweg en Hogesteeg. Bij het gebouw horen een oranjerie en een koetshuis. Naast het hoofdgebouw uit 1890 staat een langhuisboerderij uit 1729. 

## Geschiedenis
In 1642 kocht de eerste eigenaar, Pieter Uyttenboogaert met zijn zonen enkele percelen grond van de Staten van Utrecht. In 1650 lieten zij bij de Langbroekerwetering een hofstede met herenkamer bouwen met de naam Dennenburg. Bij de 12e-eeuwse ontginning waren de percelen gescheiden door sloten. Door het graven van enkele dwarssloten werd Dennenburg omgracht. Dennenburg en de siertuin werden gescheiden door een sloot, waar een bruggetje overheen werd gelegd. Deze sloot zou nadien vergraven worden tot de Rodenbergse vaart. Tien jaar later liet Uyttenboogaert ten noordoosten van Dennenburg een tweede hofstede met herenkamer en siertuin bouwen en gaf dat de naam 'De Hoeve'. Eind 17e eeuw werden De Hoeve en Dennenburg eigendom van kapitein in het Staatse leger Louis Knoppert. De volgende eigenaar was de burgemeester van Utrecht, Johan Carel van der Muelen (1672-1728). Diens zoon Joseph Elias van der Muelen (1708-1781) liet De Hoeve afbreken en verving dit door een nieuw huis. Dit nieuwe herenhuis stond een kwart slag gedraaid ten opzichte van het vorige herenhuis. Het symmetrische herenhuis had twee bouwlagen en een schilddak. In 1729 werd naast het landhuis een nieuwe boerderij gebouwd. De oude hofstede kreeg de nieuwe naam Rooijenberg en verviel tot schippershuis/daglonerwoning.
In 1743 werd het grondgebied van Dennenburg samengevoegd met het naastgelegen Broekbergen. Dennenburg besloeg toen een oppervlakte van 130 ha. In 1889 bleef na een verkoping nog maar 24 ha over van het oorspronkelijke landgoed. Het overblijvende gedeelte werd gekocht door J. Manger Cats. Cats was eigenaar en bewoner van het huis Sterrenbosch. Op dat overblijvende stuk grond werd in de jaren 20 en 30 van de twintigste eeuw de Tuinwijk Sterrebosch ontwikkeld.
In 1890 liet Cats het bestaande huis grotendeels afbreken en verving het door een nieuw blokvormig herenhuis met oranjerie, koetshuis met paardenstal en koetsierswoning. In 1904 wordt het nieuwe huis verkocht en vond er weer een opsplitsing plaats. De overgebleven 18 ha kwam in bezit van de familie De Lanoy Meijer, die tot 1975 eigenaar zou blijven.

## Tuin
De siertuin had de kenmerken van een Hollandse tuin in renaissancestijl, die zich vooral kenmerkte door een rechthoekig lanenstelsel met een centrale oprijlaan die het terrein in tweeën deelt. Ten zuidoosten van het huis is een sterrenbos uit 1745 aanwezig. Het park heeft verder grotendeels een landschappelijk aanleg, met bospercelen, door bomen omzoomde weiden en kronkelpaden. 
Henriette Elias en de burgemeester van Utrecht, Joseph Carel van der Muelen, gaven in 1815 opdracht aan tuinarchitect Christiaan G. Breitensteyn, leerling van J.D. Zocher jr., de verouderde formele tuinaanleg te wijzigen in landschapsstijl. Daarbij kwamen diverse rust- en uitzichtpunten.

## Wandelpad
Een pad bij Buitenplaats Dennenburg werd in mei 2021 door de eigenaren afgesloten met hekken. Dit pad – door veel omwonenden gebruikt als wandelpad – bleek na onderzoek door de gemeente Utrechtse Heuvelrug openbare weg te zijn, waarop de gemeente de eigenaren sommeerde het pad weer vrij te maken, wat thans echter nog niet gerealiseerd is. Een rechtszaak rond de situatie loopt.

## Bewoners
- 1642 - Pieter Uyttenboogaert
- - 1699 Margaretha en Catharina
- 1699 - 1708 Louis Knoppert
- 1708 - 1723 Maria Suzanne Civille de la Ferté x Louis Knoppert
- 1723 - 1728 Johan Carel van der Muelen
- 1728 - Joseph Elian van der Muelen
- - Jan Carel van der Muelen
- - 1855 Henriëtte
- 1855 - 1889 3 dochters van Henriëtte
- 1889 - 1895 J. Manger Cats
- 1895 - 1975 familie De Lanoy Meijer
- 1975 - familie Zwiers
- 1981 - ± 2006 Stichting Vrienden van Dennenburg
- sinds ca. 2006 - familie Willems